# OK Liga Plata Femenina 2023-24
La temporada 2023-24 de la OK Liga Plata Femenina de hockey patines es la 4.ª edición de la segunda competición de hockey sobre patines femenino en España. La organiza la Real Federación Española de Patinaje.

## Equipos
| Equipo                      | Pabellón                                      | Localidad               |
| --------------------------- | --------------------------------------------- | ----------------------- |
| eNe Oposiciones CPCM - Lena | Pabellón municipal de Deportes Visiola Rollán | Mieres                  |
| Oviedo Roller HC            | Polideportivo de Villafría                    | Oviedo                  |
| Nacho y Teja ELEC Patinalon | Polideportivo Municipal de la Felguera        | Langreo                 |
| Hockey Club Raxoi           | Pabellón Santiago Vite                        | Santiago de Compostela  |
| HC Resa Cambre              | Polideportivo Os Campons                      | Cambre                  |
| HC Ponteareas               | Pabellón Municipal Álvaro Pino                | Puenteareas             |
| CP Alcalá                   | Ciudad Deportiva Municipal "El Val"           | Alcalá de Henares       |
| CD Alameda de Osuna         | Colegio Alameda de Osuna                      | Madrid                  |
| Gatikako Iusturi            | Polideportivo de Gatika                       | Gatica                  |
| Aurrera Bat-Gora            | Polideportivo Ariznavarra                     | Vitoria                 |
| UDC Rochapea                | Unión Deportiva y Cultural Rochapea           | Pamplona                |
| CP Patín Raspeig            | Pabellón Municipal San Vicente del Raspeig    | San Vicente del Raspeig |

| Lena Oviedo Patinalon Raxoi Cambre Puenteareas Alcalá Alameda de Osuna Gatikako Aurrera Rochapea Raspeig |

## Clasificación

### Liga regular
El equipo campeón más el equipo subcampeón al finalizar la competición ascenderán a OK liga Femenina. Descenderán a categoría autonómica los equipos clasificados 13º y 14º, al finalizar la competición. Ascenderán a OK Liga Plata Femenina dos equipos procedente de las competiciones autonómicas a través de una Fase de Ascenso. Hasta ajustar los 14 plazas que tendrá la competición para la temporada 2024-25.
|                                                                   | Equipo                      | Puntos | J  | G  | E | P  | GF  | GC  | DG  |
| ----------------------------------------------------------------- | --------------------------- | ------ | -- | -- | - | -- | --- | --- | --- |
| 1                                                                 | CP Alcalá                   | 66     | 22 | 22 | 0 | 0  | 111 | 20  | 91  |
| 2                                                                 | HC Raxoi                    | 54     | 22 | 18 | 0 | 4  | 89  | 38  | 51  |
| 3                                                                 | eNe oposiciones CPCM - Lena | 45     | 22 | 14 | 3 | 5  | 74  | 54  | 20  |
| 4                                                                 | Gatikako Iusturi            | 41     | 22 | 13 | 2 | 7  | 64  | 53  | 11  |
| 5                                                                 | Nacho y Teja ELEC Patinalón | 36     | 22 | 10 | 6 | 6  | 59  | 52  | 7   |
| 6                                                                 | UDC Rochapea                | 32     | 22 | 10 | 2 | 10 | 63  | 63  | 0   |
| 7                                                                 | Oviedo Roller HC            | 29     | 21 | 9  | 2 | 10 | 59  | 52  | 7   |
| 8                                                                 | CP Patín Raspeig            | 25     | 22 | 8  | 1 | 13 | 40  | 60  | -20 |
| 9                                                                 | HC Resa Cambre              | 20     | 22 | 6  | 2 | 14 | 47  | 75  | -28 |
| 10                                                                | CD Alameda de Osuna         | 16     | 22 | 5  | 1 | 16 | 39  | 66  | -27 |
| 11                                                                | Aurrera Bat-Gora            | 14     | 22 | 4  | 2 | 16 | 43  | 79  | -36 |
| 12                                                                | HC Ponteareas               | 5      | 22 | 1  | 2 | 19 | 33  | 107 | -74 |
| Fuente: Federación Española de Patinaje; actualización automática |                             |        |    |    |   |    |     |     |     |

|                                   |
| Bandera de la Comunidad de Madrid |
| Campeón CP Alcalá                 |
| 1.er Título                       |

## Estadísticas

### Máximas goleadoras
| Pos. | Jugadora                     | Club                        | Goles | Part. | Pen. | F. D. |
| ---- | ---------------------------- | --------------------------- | ----- | ----- | ---- | ----- |
| 1    | Marina Monge Terrado         | CP Alcalá                   | 37    | 22    | 1    | 2     |
| 2    | María Sevillano Isasi        | Gatikako Iusturi            | 30    | 22    | 1    | 5     |
| 3    | Lucía Yáñez Vázquez          | HC Raxoi                    | 24    | 22    | 4    | 0     |
| 4    | Lúa Alcaraz Fernández        | Oviedo Roller HC            | 22    | 21    | 0    | 1     |
| 5    | Viznia Fernanda Silva Castro | eNe oposiciones CPCM - Lena | 22    | 21    | 0    | 0     |

## Copa SAR la Princesa
La 2.º edición de la Copa de SAR Princesa femenina se disputará los días 2 y 3 de marzo en el Pabellón municipal de Deportes Visiola Rollán de Mieres. En ella participarán los dos mejores equipos de la OK Liga Plata Femenina al finalizar la primera vuelta de la liga regular, el equipo organizador, y el campeón de la Copa Generalitat Femenina organizado por la Federación Catalana de Patinaje. Los participantes en esta edición son: el CP Alcalá, el HC Raxoi, el eNe Oposiciones CPM - Lena y el Garatge Plana Girona CH serán los equipos que lucharán por levantar el título. Se pudo seguir en el canal de YouTube
|  | Semifinales        | Semifinales                 | Semifinales        |                |       | Final              | Final              | Final              |  |
|  | 2 de marzo de 2024 | 2 de marzo de 2024          | 2 de marzo de 2024 |                |       | 3 de marzo de 2024 | 3 de marzo de 2024 | 3 de marzo de 2024 |  |
|  |                    |                             |                    |                |       |                    |                    |                    |  |
|  |                    |                             |                    |                |       |                    |                    |                    |  |
|  | C.G.               | Garatge Plana Girona CH     | 1                  |                |       |                    |                    |                    |  |
|  | C.G.               | Garatge Plana Girona CH     | 1                  |                |       |                    |                    |                    |  |
|  | 3.º                | HC Raxoi                    | 3                  |                |       |                    |                    |                    |  |
|  | 3.º                | HC Raxoi                    | 3                  |                | 3.º   | HC Raxoi           | 1 (0)              |                    |  |
|  |                    |                             |                    |                | 3.º   | HC Raxoi           | 1 (0)              |                    |  |
|  |                    |                             | 1.º                | CP Alcalá (p.) | 1 (2) |                    |                    |                    |  |
|  | 1.º                | CP Alcalá                   | 1.º                | CP Alcalá (p.) | 1 (2) | 4                  |                    |                    |  |
|  | 1.º                | CP Alcalá                   |                    |                |       | 4                  |                    |                    |  |
|  | 2.º                | eNe Oposiciones CPCM - Lena | 3                  |                |       |                    |                    |                    |  |
|  | 2.º                | eNe Oposiciones CPCM - Lena | 3                  |                |       |                    |                    |                    |  |
|  |                    |                             |                    |                |       |                    |                    |                    |  |

### Final
| 10           | Guardameta     | Sara Canabal                 |  |
| 3            | Defensa        | Martina Barros               |  |
| 5            | Defensa        | Naiara Vaamonde              |  |
| 12           | Centrocampista | Lara Yáñez                   |  |
| 86           | Delantero      | Lucía Yáñez                  |  |
| Entrenadores | Entrenadores   | Ainhoa García, Andrés García |  |

| 1          | Guardameta | Julieta Rouco         |  |
| 2          | Defensa    | Cristina Santochirico |  |
| 3          | Defensa    | Carlota Antúnez       |  |
| 6          | Defensa    | Elaia Haro            |  |
| 37         | Defensa    | Gabriela Delgado      |  |
| Entrenador | Entrenador | Marcos Pérez          |  |

| 8  | Centrocampista | Marta Vilas   |  |
| 11 | Centrocampista | Lucía Velo    |  |
| 24 | Defensa        | Inés Temprano |  |
| 91 | Centrocampista | Uxía Fuentes  |  |
| 43 | Guardameta     | Xoana Pereiro |  |

| 7  | Centrocampista | Nerea Blanco  |  |
| 11 | Centrocampista | Nerea Sánchez |  |
| 77 | Centrocampista | Celia Montero |  |
| 98 | Delantero      | Marina Monge  |  |
| 99 | Guardameta     | Leo Pérez     |  |

| Anotado | 54' | Martina Barros | 1–0 |

| Anotado | 55' | Nerea Sánchez del Val | 1–1 |

| Lucía Yáñez          | Fallo de penal (Parada) | 0:0 |                         |                       |
|                      |                         | 0:0 | Fallo de penal (Parada) | Carlota Antúnez       |
| Naiara Vaamonde      | Fallo de penal (Parada) | 0:0 |                         |                       |
|                      |                         | 0:0 | Fallo de penal (Parada) | Nerea Blanco          |
| Martina Barros       | Fallo de penal (Parada) | 0:0 |                         |                       |
|                      |                         | 0:1 | Acierto de penal        | Cristina Santochirico |
| Alessandro Del Piero | Fallo de penal (Parada) | 0:1 |                         |                       |
|                      |                         | 0:2 | Acierto de penal        | Martina Monge         |

| Suspendido | 31' | Elaia Haro Fernández |

| Árbitros          | Rosa Fernández Soriano Pablo Nicieza Elosegui |
| Árbitros auxiliar | Elena González Lolo                           |
| Cronometrador     | Luis Sanzo Díaz                               |

|                                   |
| Bandera de la Comunidad de Madrid |
| Campeón CP Alcalá                 |
| 1.er Título                       |